# Ortodoxos veterocalendaristas
Los ortodoxos veterocalendaristas (del griego παλαιοημερολογίτης, paleoimerologitis) son un grupo de feligreses que se separó de la Iglesia ortodoxa en desacuerdo con el cambio del calendario eclesiástico juliano por el calendario juliano revisado, adoptado por varias Iglesias ortodoxas autocéfalas a partir de 1924. Este grupo, por consiguiente, no acepta la comunión con las sedes patriarcales de la Iglesia ortodoxa que aceptaron dicho "nuevo calendario" ni la de cualquier otro grupo eclesiástico en comunión con aquellas; en perspectiva contraria, la Iglesia ortodoxa considera a sus Iglesias como cismáticas y no canónicas.

## Historia
El origen de tal "nuevo calendario", o conocido como "calendario juliano revisado", es debido a los estudios realizados por un astrónomo serbio llamado Milutin Milankovich a razón del desfase gradual del antiguo calendario. 
A finales de la Guerra greco-turca en 1922, en Grecia se estableció un régimen totalitario controlado por militares, cuyo jefe de gobierno provisional fue el general griego Nikolaos Plastiras, que seguiría meses después con la fundación de la  Segunda República Helénica, durante este paréntesis se había abolido la carta constitucional bajo la cual la Iglesia Ortodoxa de Grecia operaba sus sínodos de manera independiente y libre; se depuso al entonces Arzobispo en ejercicio de primado por un nuevo regente, el Archimandrita Crisóstomos Papadopoulos ahora promovido al rango de arzobispo.
Las conveniencias del nuevo gobierno, requerían de la concordancia que la Iglesia debía poseer con el estado, y esto incluiría, en comunicado al sínodo griego en el mes de diciembre, que los calendarios civil y eclesiástico se llevaran a cabo en fechas iguales. Por consiguiente, el arzobispo de Atenas, teniendo la tarea de reformar el calendario, con influencia de los ministerios del nuevo gobierno, logró persuadir de mala gana al Patriarca de Constantinopla de aquel entonces para que aceptara al calendario reformado. Recibiendo la inmediata oposición de los Patriarcas de Jerusalén y Alejandría con el temor de que dichos cambios amenazaran la unidad de la Comunión ortodoxa en el mundo. Poco tiempo después la posición de la sede de Alejandría cambiaría en favor de la reforma, con la elevación Meletios Metaxakis, prelado ortodoxo identificado con la masonería y el cientificismo, al trono patriarcal en Alejandría (Egipto) que de manera unilateral impulsa este calendario "científicamente revisado" en un concilio "pan-ortodoxo", y así forzando a otros jerarcas ortodoxos a seguirlo. No obstante, y cabe resaltar, en tiempos anteriores, los Patriarcas  y líderes de todas las Iglesias ortodoxas, habían condenado con anatema, y excomunión a quien empleara el calendario gregoriano o "nuevo calendario".
Así pues, para las comunidades ortodoxas que permanecieron en el calendario original eclesiástico o viejo calendario, las Iglesias que cayeron en graves consecuencias canónicas habían sido: La Iglesia ortodoxa de Constantinopla, La Iglesia ortodoxa de Grecia, La Iglesia ortodoxa Rumana y la Iglesia ortodoxa Búlgara. No en el mismo caso, hoy en día existen, varias otras jurisdicciones que continúan haciendo empleo del calendario original, pero que se encuentran en comunión con la jurisdicción del Patriarcado Ecuménico, como el caso del Patriarcado de Moscú, la Iglesia ortodoxa rusa fuera de Rusia, el Patriarcado de Jerusalén, entre otras jurisdicciones ortodoxas autónomas.

## Iglesias veterocalendaristas
Iglesias ortodoxas veterocalendaristas griegas:
- Metrópolis de Avolona y Beocia - Sínodo del calendario patrístico.
- Iglesia ortodoxa de Grecia - Santo Sínodo de la resistencia (disuelta desde 2014).
- Greek Orthodox Missionary Archdiocese of America
- Santo Sínodo del calendario patrístico.

Iglesias ortodoxas veterocalendaristas de Rumania:
- Iglesia ortodoxa de Rumania - Sínodo de la Resistencia (disuelta desde 2014)..

Iglesias ortodoxas veterocalendaristas en Europa Occidental:
- Metrópolis de Bérgamo y Europa Occidental - Sínodo del calendario patrístico.
- Metrópolis de Myreon en Alemania y Europa -  HHS-GOC (Santo Sínodo Jerárquico GOC)

Iglesias ortodoxas veterocalendaristas de Bulgaria:
- Iglesia Ortodoxa de Bulgaria - Sínodo de la Resistencia (disuelta desde 2014).

Iglesias ortodoxas veterocalendaristas en América:
- Santa Metrópolis Ortodoxa de América del Norte - HOTCA.
- Metrópolis ortodoxa autónoma de Ecuador y Latinoamérica. HHS-GOC (Santo Sínodo Jerárquico GOC)
- Metrópolis autónoma ortodoxa de América y las Islas Británicas.
- Monasterio Ortodoxo San Basilio.